# Prikljutjenija Kventina Dorvarda, strelka korolevskoj gvardii
Prikljutjenija Kventina Dorvarda, strelka korolevskoj gvardii (russisk: Приключения Квентина Дорварда, стрелка королевской гвардии) er en sovjetisk-rumænsk spillefilm fra 1988 af Sergej Tarasov.

## Medvirkende
- Aleksandr Koznov som Kventin Dorvard
- Olga Kabo som Izabella de Krua
- Aleksandr Lazarev som Ljudovik XI
- Aleksandr Jakovlev som Karl
- Aleksandr Pasjutin som Olivje